# Frederike Fischer
Frederike Fischer (* 21. April 1986 in Berlin) ist eine deutsche Beachvolleyballspielerin.

## Karriere
Fischer begann 1994 mit dem Hallenvolleyball, wo sie später für den TSV Spandau 1860 und den MTV Stuttgart 2 in der Regionalliga und in der 2. Bundesliga spielte. Ihr erstes Beachturnier absolvierte sie 2001 und spielte bis 2006 zusammen mit Sandra Piasecki auf nationaler und internationaler Ebene. Fischer/Piasecki wurden 2002 U18-Europameister in Illitschiwsk (Ukraine), gewannen jeweils Bronze bei den U18-Weltmeisterschaften 2003 in Pattaya (Thailand) und den U20-Europameisterschaften 2004 in Koper (Slowenien) und belegten Platz fünf bei den U20-Europameisterschaften 2005 in Jerusalem (Israel). 2007 wurde sie mit Leonie Müller Deutsche Hochschulmeisterin in Freiburg im Breisgau und mit Jana Köhler U23-Europameisterin in Paralimni (Zypern). An der Seite von Julia Großner belegte sie 2008 Platz fünf bei den U23-Europameisterschaften in Espinho (Portugal) und 2010 Platz 17 bei den Europameisterschaften in Berlin. Fischer nahm an sieben deutschen Meisterschaften in Timmendorfer Strand teil (zweimal mit Sandra Piasecki, je einmal mit Katrin Holtwick und Jennifer Eckardt sowie dreimal mit Julia Großner), wobei sie ihr bestes Ergebnis (Platz fünf) 2004 mit Piasecki erreichte. Im Frühjahr 2011 erklärte Fischer ihren Rücktritt vom aktiven Beachvolleyball. Seit der Saison 2013/14 spielt sie wieder in der Halle auf der Annahme-/Außen-Position für den VSV Havel Oranienburg.

## Privates
Frederike Fischer ist die Schwester des Volleyball-Nationalspielers Felix Fischer.